# Керолін С. Гордон
Керолін С. Гордон (англ. Carolyn S. Gordon; нар. 26 грудня 1950) — математикиня і професорка математики Бенджаміна Чейні в Дартмутському коледжі. Вона найбільш відома тим, що дала негативну відповідь на запитання «Чи чуєте ви форму барабана?» у її роботі з Девідом Веббом і Скоттом А. Волпертом. Вона є лауреаткою премії Шовене та викладачем Noether 2010 року.

## Молодість і освіта
Гордон отримала ступінь бакалавра наук в Університеті Пердью. Вона вступила до аспірантури Вашингтонського університету в Сент-Луїсі, здобувши ступінь докторки філософії з математики в 1979 році. Її докторським радником був Едвард Натан Вілсон, а її дисертація була присвячена групам ізометрії однорідних многовидів. Вона закінчила постдокторацію в Ізраїльському технологічному інституті Техніон і обіймала посади в Університеті Лехай і Вашингтонському університеті в Сент-Луїсі.

## Кар'єра
Гордон найбільш відома своєю роботою в області ізоспектральної геометрії, прототипом якої є почуття форми барабана. У 1966 році Марк Кац запитав, чи можна форму барабана визначити звуком, який він видає (чи ріманів многовид визначається спектром його оператора Лапласа–Бельтрамі). Джон Мілнор зауважив, що теорема Вітта передбачає існування пари 16-вимірних торів, які мають однаковий спектр, але різні форми. Однак проблема у двох вимірах залишалася відкритою до 1992 року, коли Гордон разом із співавторами Веббом і Волпертом побудував пару областей на евклідовій площині, які мають різні форми, але однакові власні значення (див. малюнок праворуч). У подальшій роботі Гордон і Вебб створили опуклі ізоспектральні області в гіперболічній площині і в евклідовому просторі.
Гордон написала або стала співавторкою понад 30 статей з ізоспектральної геометрії, включаючи роботу з ізоспектральних замкнутих ріманових многовидів із загальним рімановим покриттям. Ці ізоспектральні ріманові многовиди мають однакову локальну геометрію, але різну топологію. Їх можна знайти за допомогою «методу Сунада» завдяки Тосіказу Сунаді. У 1993 році вона знайшла ізоспектральні ріманові многовиди, які не є локально ізометричними, і з того часу разом із співавторами працювала над створенням ряду інших таких прикладів.
Гордон також працювала над проєктами, що стосуються класу гомології, спектра довжин (набір довжин усіх замкнутих геодезичних разом із кратностями) та геодезичного потоку на ізоспектральних ріманових многовидах.

## Вибрані нагороди та відзнаки
У 2001 році Гордон і Вебб були нагороджені премією Шовене Математичної асоціації Америки за свою статтю американського вченого 1996 року «Ви не можете почути форму барабана». У 1990 році вона була нагороджена стипендією AMS Centennial Fellowship від Американського математичного товариства за видатні дослідження на початку кар'єри. У 1999 році Гордон виступала із спільною промовою AMS-MAA. У 2010 році її було обрано викладачем Noether. У 2012 році вона стала членкинею Американського математичного товариства та Американської асоціації сприяння розвитку науки. Вона також була повноправним членом Ради АМТ з 2005 по 2007 рік. У 2017 році вона була обрана членкинею Асоціації жінок у математиці в першому класі. Гордон була представлена на Місяці жіночої історії у випуску AMS Notices за березень 2018 року.

## Особисте життя
Гордон одружена з Девідом Веббом. Найбільшою радістю в житті вона називає виховання дочки Анналізи.